# Porsche-Urteil
Mit „Porsche-Urteil“ wird in der rechtswissenschaftlichen Literatur das Urteil des Bundesgerichtshofs vom 29. April 2003 zum Aktenzeichen VI ZR 398/02 benannt.
Der Bundesgerichtshof hob eine Entscheidung des Landgerichts Hagen vom 11. Oktober 2002 auf und sprach dem Kläger vollen Schadenersatz zu. Hintergrund des Porsche-Urteils sind die unterschiedlichen Möglichkeiten der Geltendmachung von Schadensersatzansprüchen nach Verkehrsunfällen.

## Schadensabrechnung im Reparaturfall
Im Regelfall wird der Geschädigte, dessen Kraftfahrzeug bei einem Verkehrsunfall in Mitleidenschaft gezogen wurde, dieses durch eine Fachwerkstatt wieder vollständig reparieren lassen. Die hierzu erforderlichen Aufwendungen (Reparaturkosten, Kosten für ein Ersatzfahrzeug etc.) sind vom Schädiger oder dessen Haftpflichtversicherer zu ersetzen. Zu den Schadensersatzansprüchen des Geschädigten aus einem Verkehrsunfall zählen darüber hinaus eine Auslagenpauschale, mit der die dem Geschädigten entstandenen Aufwendungen für Porto- und Telefonkosten abgegolten werden, welche derzeit in der Regel mit 25,00 € in Ansatz gebracht wird, als auch die Kosten, welche durch die Einschaltung eines Rechtsanwaltes mit der Schadensabwicklung gegenüber dem Haftpflichtversicherer entstehen. Auch diese Kosten sind von der Haftpflichtversicherung des Schädigers zu ersetzen.

## Fiktive Schadensabrechnung
Neben der Schadensabrechnung durch vollständige Reparatur des Kraftfahrzeuges gab und gibt es jedoch auch die Möglichkeit auf Basis eines über die Schadenshöhe erstellten Kfz-Sachverständigengutachtens abzurechnen. Bei dieser fiktiven Schadensabrechnung bleibt die Frage, ob das Kraftfahrzeug des Geschädigten repariert wird oder nicht, außer Betracht.
Auch im Falle der fiktiven Schadensabrechnung hat der Geschädigte ähnliche Ersatzansprüche wie im Falle der Reparatur. 
Da ihm die Nutzungsmöglichkeiten am beschädigten Kraftfahrzeug jedoch nicht entzogen sind, da dieses nicht für die Dauer der Reparatur in der Werkstatt verbleibt, hat er insoweit keinen Anspruch auf Ersatz von Mietwagenkosten bzw. Nutzungsausfallentschädigung. Ferner fällt für die nicht durchgeführte Reparatur die nicht angefallene Mehrwertsteuer als Schadensposition weg, da diese nicht angefallen ist.
Der Geschädigte kann daher auf Basis der Nettoreparaturkosten gegenüber dem Haftpflichtversicherer abrechnen. Dieser Wert wird von dem Kfz-Sachverständigen im Gutachten jeweils gesondert ausgewiesen.

## Das Urteil
Strittig in der Rechtsprechung war bis zum „Porsche-Urteil“, ob der Geschädigte auch bei fiktiver Abrechnung die Kosten für eine markengebundene Fachwerkstatt zugrunde legen darf.
Die Stundenverrechnungssätze der markengebundenen Vertragswerkstätten sind in der Regel höher als der Durchschnitt der ortsüblichen Stundenverrechnungssätze freier Werkstätten. 
Die Haftpflichtversicherer hatten daher argumentiert, dass bei fiktiver Schadensabrechnung der Geschädigte, da er an den möglicherweise bestehenden Vorteilen einer markengebundenen Vertragswerkstatt nicht teilhabe, da er das Kraftfahrzeug nicht reparieren lasse, auch nicht auf Basis der Stundensätze markengebundener Vertragswerkstätten abrechnen könne, sondern er sich auf die niedrigeren Stundenverrechnungssätze freier Werkstätten verweisen lassen müsse. Dieser Auffassung, welcher das Berufungsgericht noch zuneigte, ist der Bundesgerichtshof im Porsche-Urteil (es ging um einen Porsche 968 Cabrio) nicht gefolgt. 
Bis zu diesem Urteil war es in der Vergangenheit häufig so, dass (insbesondere von Gutachtern der DEKRA) bei Schadensbegutachtung die Reparaturkosten nicht mit den Preisen markengebundener Vertragswerkstätten berechnet wurden, sondern auf der Basis „mittlerer ortsüblicher Stundenverrechnungssätze“. Der Bundesgerichtshof entschied, dass sich der Unfallgeschädigte hierauf nicht verweisen lassen muss.
Diese inzwischen gefestigte Rechtsprechung, welche der Bundesgerichtshof in zahlreichen weiteren Entscheidungen bestätigt hat – zuletzt mit den Entscheidungen VI ZR 53/09 vom 20. Oktober 2009 (allerdings etwas modifiziert) und VI ZR 337/09 vom 22. Juni 2010 – wird jedoch auch heute noch nicht von allen Haftpflichtversicherern respektiert.